# Efód

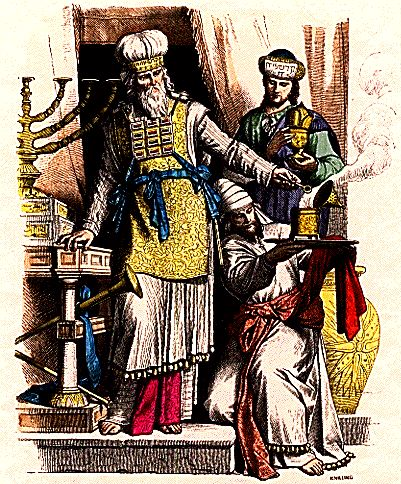
Židovský velekněz oděn v efódu a levité ve starověkém Judsku.

Efód je název pro kněžské roucho židovského velekněze ze dvou částí, jedné z ramen visící dopředu a druhé dozadu. Byly spojeny sponkami s drahokamy, přesněji onyxem. Samotná látka byla pestře tkaná. Vpředu roucho neslo kapsu, náprsník, ozdobený drahými kameny.

## Jiné významy
Otec Hamiela, knížete z pokolení Manassesova za časů Mojžíšových Nu 34 (Kral, ČEP)